# 金谷村 (新潟県)
金谷村（かなやむら）は、かつて新潟県中頸城郡に存在した村。

## 沿革
- 1901年（明治34年）11月1日 - 中頸城郡下ノ郷村及び北大崎村が合併して、中頸城郡金谷村が発足する。
- 1954年（昭和29年）4月1日 - 高田市に編入する。